# Caucagua (Venezuela)
Pour les articles homonymes, voir Caucagua.
Caucagua est le chef-lieu de la municipalité d'Acevedo dans l'État de Miranda au Venezuela. En 2001, sa population est estimée à 35 000 habitants.

## Personnalités liées
- Elías Jaua (né en 1969) : homme politique, député et plusieurs fois ministre.